# 峇株吧辖华仁中学

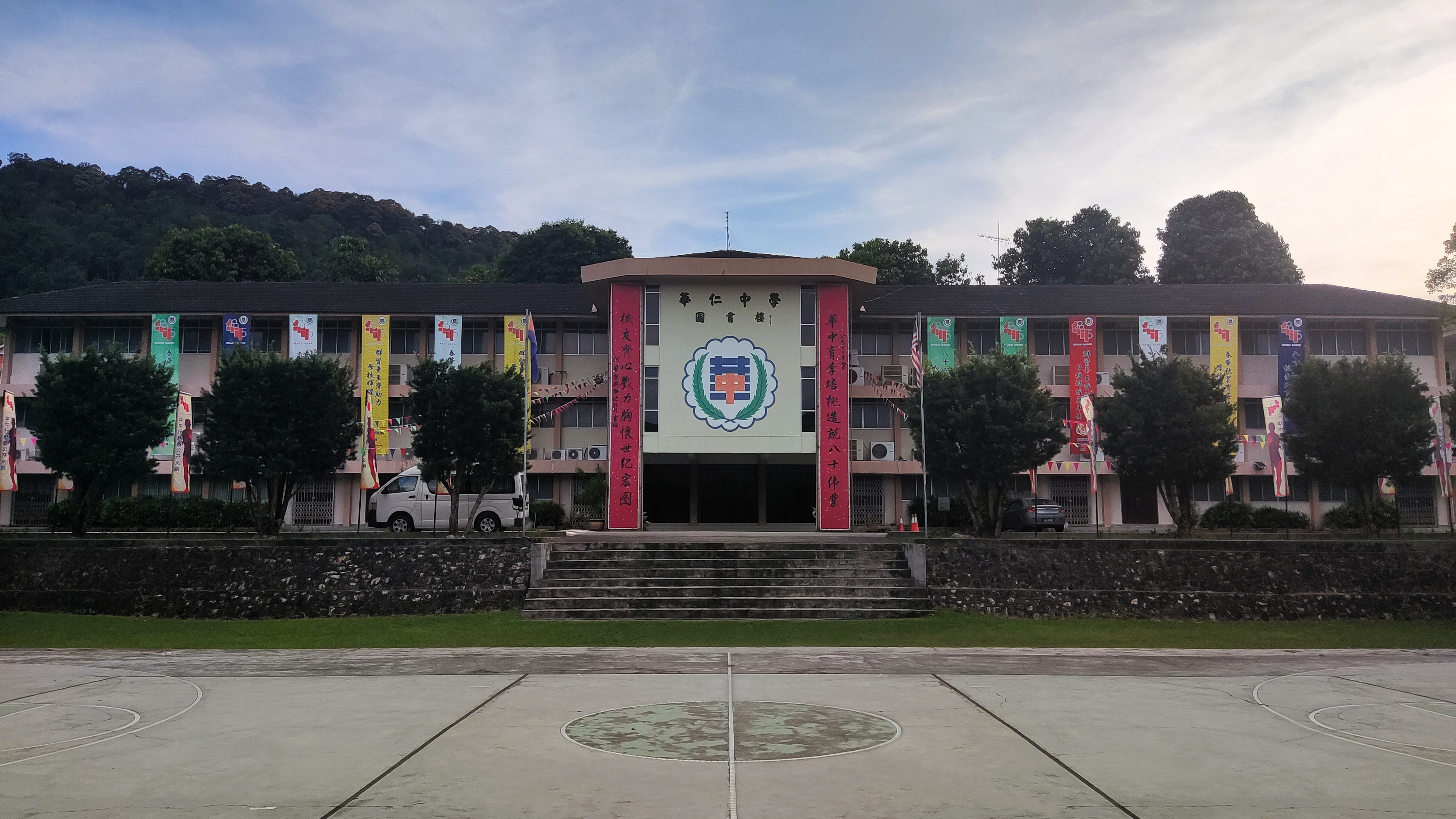
华仁中学图书楼

峇株吧辖华仁中学（英語：Chinese High School, Batu Pahat），原名华侨中学，成立于1940年，是马来西亚柔佛州峇株巴辖县的一所男女混校的华文独立中学，坐落于峇株巴辖市区外约一公里的丹绒拉务路（Jalan Tanjung Labuh）。2014年，华仁中学的学生突破3000人，是该县规模最大的独立中学。

## 校史
- 該校创办于1940年，原名为华侨中学。
- 1939年10月27日，由主席粘东生，赵丽生及蒋才品为首的筹委会，成立筹备建校委员会。校地由孫惠庭，林有谅，林和盛昆仲及陈宣姜赠献，及热心人士捐赠的五万元，作为首期经费。
- 1940年10月25日正式开课，首任校长为黎少达先生，学生数十名。因为热心教育人士的捐献，得以购置理化仪器、设备及改善各项基本建筑。
- 1941年，学生人数增至一百七十余名。
- 1942年，太平洋战争爆发，马来亚沦陷日军之手，該校被迫停课。
- 1947年，該校复课，学生五十三名。
- 1953年，該校开办高中，成为一所完整的中学。
- 1955年，严元章博士受聘为第六任校长，任內设立成绩分班制，成绩分等级制，荣誉考试制，工读生制，助贷学金制等。除此之外，也提倡学生按班次定期举办同乐会，创设课室布置竞赛，及其他课外活动。
- 1963年，該校校名由“华侨中学”易名为“华仁中学”。
- 1977年，设立语言实验室。
- 1978年，增建两层楼课室12间，及可容纳二千座位的礼堂落成。
- 1984年，董事会在峇株苏丹那街兴建四层楼店屋四间，作为校产，命名为“五校大厦”。
- 1987年，设立电脑室，并开办电脑课程。
- 1991年，图书楼落成。
- 1993年，为配合53周年校庆，校友会与校方合作举办多项筹款活动，更邀得第六、七、八、九、十任的五位校长齐聚一堂。
- 1995年，新学生宿舍落成，同年校友丹斯里拿督李金友捐一百廿万元兴建“振华综合大楼”。
- 2002年，耗资20万零吉设立多媒体教室，内设50余台电脑。
- 2003年，全校学生人数1880人，共开41班。
- 2004年，曾在怡保育才独中掌校廿二年的陈蔚波校长自本年起接任本校校长，該校学生人数突破2000人。
- 2007年，开办服装与设计科。
- 2010年，該校学生人数突破2800人。
- 2012年, 該校学生人数突破是3500人。拍卡簽到制正式啟用。
- 2015年11月12日, 掌校12年的陈蔚波校长荣休。

•2016年
- 1月, 黄祯玉校长自本年起接任本校校长。
- 8月27日，举办76周年校庆暨校友回校日。设有“爱学生，敬师长—严元章校长逝世20周年纪念特展” 、校友重温课堂时光、校友讲座等校庆活动。
- 10月18日，为经典仁班的8名同学举行结业典礼。该班是针对有特殊学习情况的同学，于2013年所开办的特别班，修业历时4年。

•2017年
- 成立教师进修处，主管教师的培训及进修。
- 3月28日，林连玉基金峇株联委会和本校于一力厅举行 “林晃升的故事新书推介礼” 。本校24位学生以16岁之龄联合创作《天风野火不曾灭——林晃升的故事》。
- 7月16日，黄祯玉校长因健康因素去职。
- 7月16日至2017年9月，潘德福副校长代任校长。
- 10月，孙秀燕校长接任就职。

•2018年
- 1月，华中正式启动学生上课五天制。
- 1月5日，举行开学典礼暨中镜楼图书馆启用礼。
- 8月，举办华仁中学78周年校庆暨中镜楼落成礼。设有系列活动：艺域龙脉老师校友艺术作品展、众声回荡艺术展、《我们的学校》校史简展等。
- 9月1日，举办“星空相会伏龙山”校庆晚宴。

•2019年
- 1月1日起，图书馆正式对外开放，落实馆友会员制。
- 5月，本校出版生态书籍《峇株野遇》。
- 5月21日至23日，峇株县27所华文小学的近千名小六生参观华中，以了解华中的学习环境以及教学方针。
- 10月30日至11月7日，沈振川老师在本校中镜楼图书馆底层举办“沈振川摄影展”。
- 11月8日，由TigerBeer呈献，星洲日报及光明日报联办，峇株巴辖五校董事会主办的“Tiger星洲华教义演”，于晚上6时30分在峇株巴辖海景宴宾楼举行，为华仁中学筹获125万 令吉教育基金。
- 11月底，孙秀燕校长卸任。
- 12月，郭天平校长接掌校政。

•2020年
- 1月12日，于帆加兰广场举办“华中之夜”。
- 3月18日，因新冠肺炎肆虐，政府发布行动管制令，本校停课。
- 4月1日，政府宣布第二阶段的行动管制令，本校开始进入网课阶段。
- 5月1日，校方公布居家学习进度表，方便安排网课和作业查询。
- 5月11日，校方统一安排网课时间及每周的授课科目。
- 5月25日，全校开始使用谷歌Meet 和谷歌课室作为网课平台。
- 6月1日，举办首次全校师生视讯云周会。
- 6月9日，全校统一使用Google Meet 作为网课媒介，校方制定新的网课课程表，规定每日的授课科目与课时，将原本一周的课程拆分成两周进行，单数的课节于单周进行，双数的课节于双周进行。
- 6月24日，全体高三学生回校复课，一班被拆分成两班同步上课。其他学生仍持续居家学习。
- 7月6日，高二SPM考生回校复课，一班被拆分成两班同步上课。其他学生仍持续居家学习。
- 7月15日，初三、高一、高二非SPM考生回校复课。其他学生仍持续居家学习。
- 7月20日，全校复课。
- 8月27日，举行线上校庆活动。
- 11月9日，有条件行动管制令（CMCO）开始，学校停课，学生居家学习。

•2021年
- 1月20日，因MCO不得到校上课，开学后全校师生进行线上网课。
- 2月3日，因应新冠疫情，同乐会改为预录后播放的方式进行。
- 4月19日，全校师生返校上课。
- 5月3日，全校改为线上网课。
- 11月13日，于校内举办2020年美术班毕业展《艺生一世》。
- 11月20日，于校内举办2021年美术班毕业展《追艺》和2021年服装班毕业展《202依》。
- 11月22日至24日，进行线上同乐会，播放同乐会预录的影片，参与班级有高三理勤、高三理勇、高三商爱、高二美、高二理勇和高二文爱共六个班级。
- 12月2日，举行线上毕业典礼。
- 12月3日，举行线上结业式，学校假期开始。

## 传统与文化

### 校歌
华仁中学校歌于1950年代由时任事务主任张伯华先生填曲，再由该校第六任校长严元章博士填词。
张伯华 曲 | 严元章博士 词
芭都河边 伏龙山上 校舍林立气象雄

青草地 小花园 绿树成荫诗意浓

环境好 好用功 环境好 好用功

进步再进步 学静兼学动

成人又成才 有为且有容

中华文化无限好 发扬光大永无穷

中华文化无限好 发扬光大永无穷

中华文化无限好 发扬光大永无穷

## 历任校长
- 黎少达：1940年至1942年
- 温   霖：1947年至1948年6月（代理）
- 夏宗瑚：1948年7月至1950年
- 张翼翔：1951年至1952年
- 潘金顺：1953年至1954年
- 严元章：1955年至1958年
- 罗纯良：1959年至1960年
- 白纯瑜：1961年至1985年
- 黄松奎：1986年至1992年
- 黄祥胜：1993年至1995年
- 林佳作：1996年至2003年
- 陈蔚波：2004年至2015年
- 黄祯玉：2016年至2017年7月16日
- 潘德福：2017年7月16日至2017年9月（代理）
- 孙秀燕：2017年10月至2019年11月
- 郭天平：2019年12月至2022年12月 (MBA American Heritage University （页面存档备份，存于） note: American Heritage University is banned from granting degree in ALL programs due to multiple accreditation violations. Order Suspending Degree Granting Programs, 6/21/2021 （页面存档备份，存于）)
- 苏文忠：2022年12月至今

## 杰出校友[2]
- 郭洙镇－前民政黨署理主席兼國際貿易和工業部副部長
- 丹斯里李金友－马来西亚绿野集团创办人兼董事长
- 欧阳林－著名作家
- 张念群-马来西亚前副教育部长
- 邓文村－前马来西亚团结、文化、艺术及文物部副部长
- 周青元－马来西亚著名导演
- 尤长靖－华语流行音乐男歌手，前中国男团NINE PERCENT和TRAINEE 18 成员
- 丹斯里拿督陈志勇－马来西亚华裔、企业家、投资人和慈善家，并在多家企业担任要职，包括完美（中国）有限公司董事、美环有限公司主席、美环商贸银行执行董事、金鹰证券有限公司董事、Infinity Logistics and Transport Ventures Limited (HKEX:1442)董事会主席以及LPM棕榈油提炼有限公司董事

## 签到系统与拍卡站
华中的电子签到系统于2012年4月旬正式启用，学生必须在到校时拍卡。8个拍卡站的位置分别在：陶艺室（活动楼底层）、振华楼（2台）、经典楼（1台）、高中楼楼梯间（1台）、完美楼、礼堂旁的旧初中课室和科学楼底层。其中，位于振华楼楼底层的其中一台拍卡站为24小时开机，其他拍卡站于早上6时至下午6时开启。